# 非限定动词
非限定动词(nonfinite verb)是动词的一种派生形式，在独立子句中不能体现动作，不受人称、数等限制，与限定动词相对。非限定动词因不做谓语的动词，故又称为非谓语动词。英語中的非限定動詞有动词不定式、动名词、分词，它們有時被稱為動狀詞（verbals），但傳統上只有動名詞跟分詞可以稱為動狀詞。其他語言中的非限定動詞有动副词、gerundives和supines。
非限定動詞通常沒有文法時態的變化，但可能有些小的語法特徵變化。從形式上來看，非限定動詞很少有三種語法特徵變化，包括：語氣、時態和語態，並且相對、獨立或關聯於謂語。一般來說也很少有對於主詞的依賴。在限定子句中，一個或多個非限定動詞可能關聯於限定動詞，並成為動詞鏈（verb catena、verb chain）的元素之一。
汉语因为没有屈折变化，所以不存在限定与不限定的区分。

## 英语
英语中共有三种非限定动词，分别是：动词不定式（Infinitive）、动名词（Gerund）、分词（Participle）（包括现在分词和过去分词)。

## 外部連結
- Owl Online Writing Lab: Verbals: Gerunds, Participles, and Infinitives